# Кулчу Маре (Сату Маре)
Кулчу Маре (рум. Culciu Mare) насеље је у Румунији у округу Сату Маре у општини Кулчу. Oпштина се налази на надморској висини од 129 m.

## Становништво
Према подацима из 2002. године у насељу је живело 775 становника.

### Попис2002.
| Расподела становништва по националности 2002.‍ | Расподела становништва по националности 2002.‍ | Расподела становништва по националности 2002.‍ | Расподела становништва по националности 2002.‍ | Расподела становништва по националности 2002.‍ |
| --------------------------------------------- | --------------------------------------------- | --------------------------------------------- | --------------------------------------------- | --------------------------------------------- |
|                                               |                                               |                                               |                                               |                                               |
| Румуни                                        | Румуни                                        |                                               | 448                                           | 57,9%                                         |
| Мађари                                        | Мађари                                        |                                               | 287                                           | 37,1%                                         |
| Роми                                          | Роми                                          |                                               | 39                                            | 5,0%                                          |